# Ellenboro (Wisconsin)
Ellenboro è un comune degli Stati Uniti, situato in Wisconsin, nella Contea di Grant.